# Мироносицкое кладбище (Пенза)
Мироносицкое кладбище — кладбище в Пензе, одно из старейших городских кладбищ.
Открыто в конце XVIII века за городской чертой, как приходское.
Ныне располагается в центральной части города. Ограничено улицами Захарова, Шевченко, Гражданской и 1-м Горным проездом. Центральный вход на кладбище расположен на улице Захарова.
Кладбище предназначалось для захоронения умерших городских обывателей Пензы, но преимущественно хоронили купцов. Мемориальная пластика кладбища находила выражение в разнообразных формах надгробий (жертвенники, аналои, пилоны, кресты, урны, вазы, иногда с изображением плакальщиц и крылатых херувимов). На кладбище было возведено несколько усыпальниц-часовен.
Справа и слева от главной продольной аллеи у центрального входа на кладбище расположены братские захоронения воинов, умерших от ран в годы Великой Отечественной войны в пензенских госпиталях.
На кладбище расположены восемь объектов культурного наследия Российской Федерации.
В 1960-х годах кладбище было закрыто для захоронений и законсервировано. Единичные исключения делались в 1990-х — 2000-х годах для нескольких иерархов Русской православной церкви, которые были захоронены рядом с Успенским собором.
Общая площадь Мироносицкого кладбища к 1924 году составляла 9 га, к моменту консервации — 11,3 га.
2 октября 1999 года в связи с празднованием 200-летия Пензенской епархии в Успенском соборе, расположенном на Мироносицком кладбище, совершил божественную литургию Патриарх Московский и всея Руси Алексий II.

## Объекты культурного наследия, расположенные на кладбище
На кладбище располагается восемь объектов культурного наследия Российской Федерации, имеющих охраняемый статус. Все восемь объектов имеют региональный статус (Успенский собор с интерьером, Братское захоронение советских воинов, умерших от ран в годы Великой Отечественной войны и шесть индивидуальных захоронений — могилы С. М. Журавлёва, А. А. Игошева, Л. М. Самборской, И. В. Грибова, Н. М. Савкова, Н. А. Щепетильникова).

## Кладбищенский храм

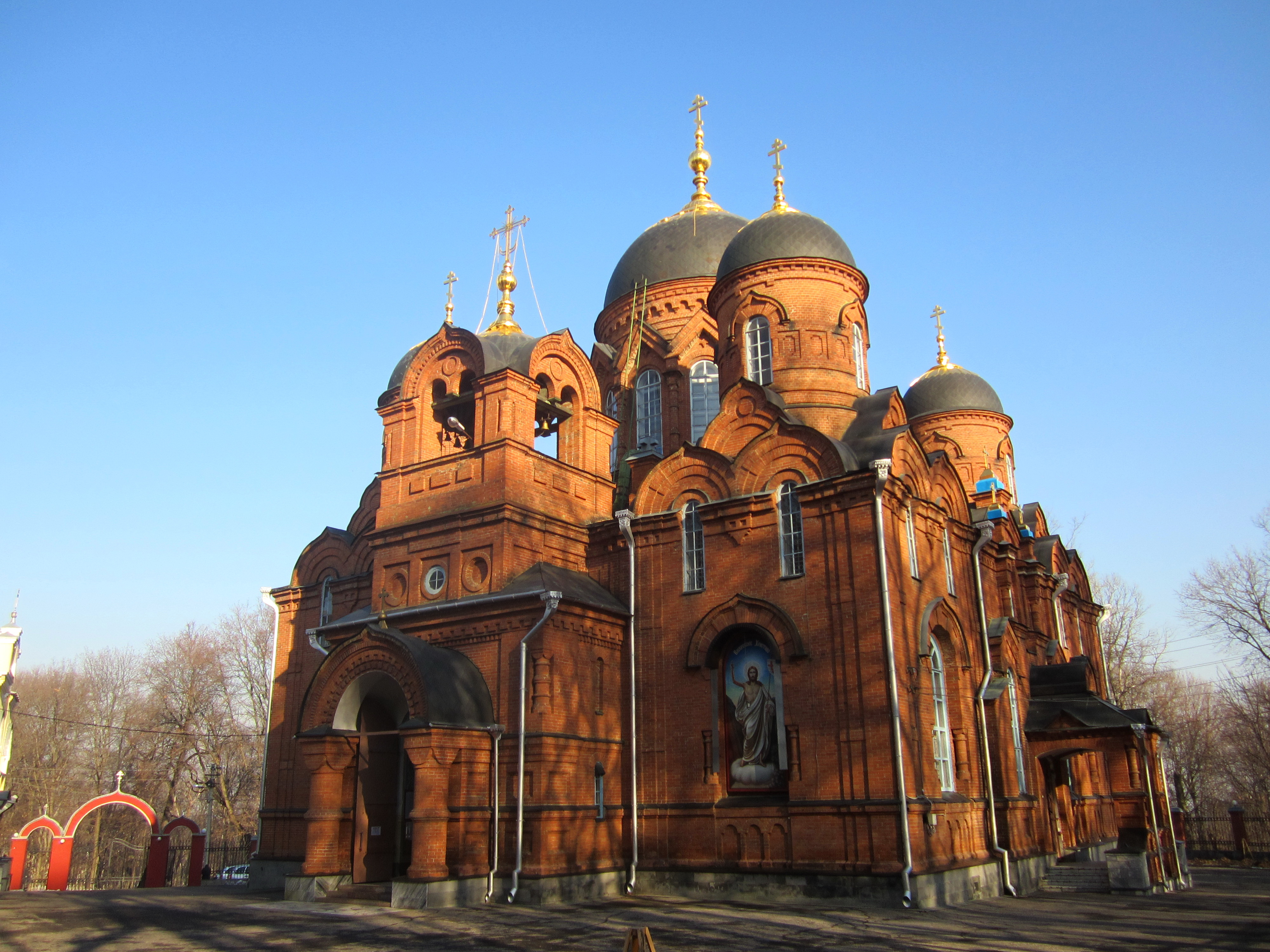
Успенский собор на Мироносицком кладбище

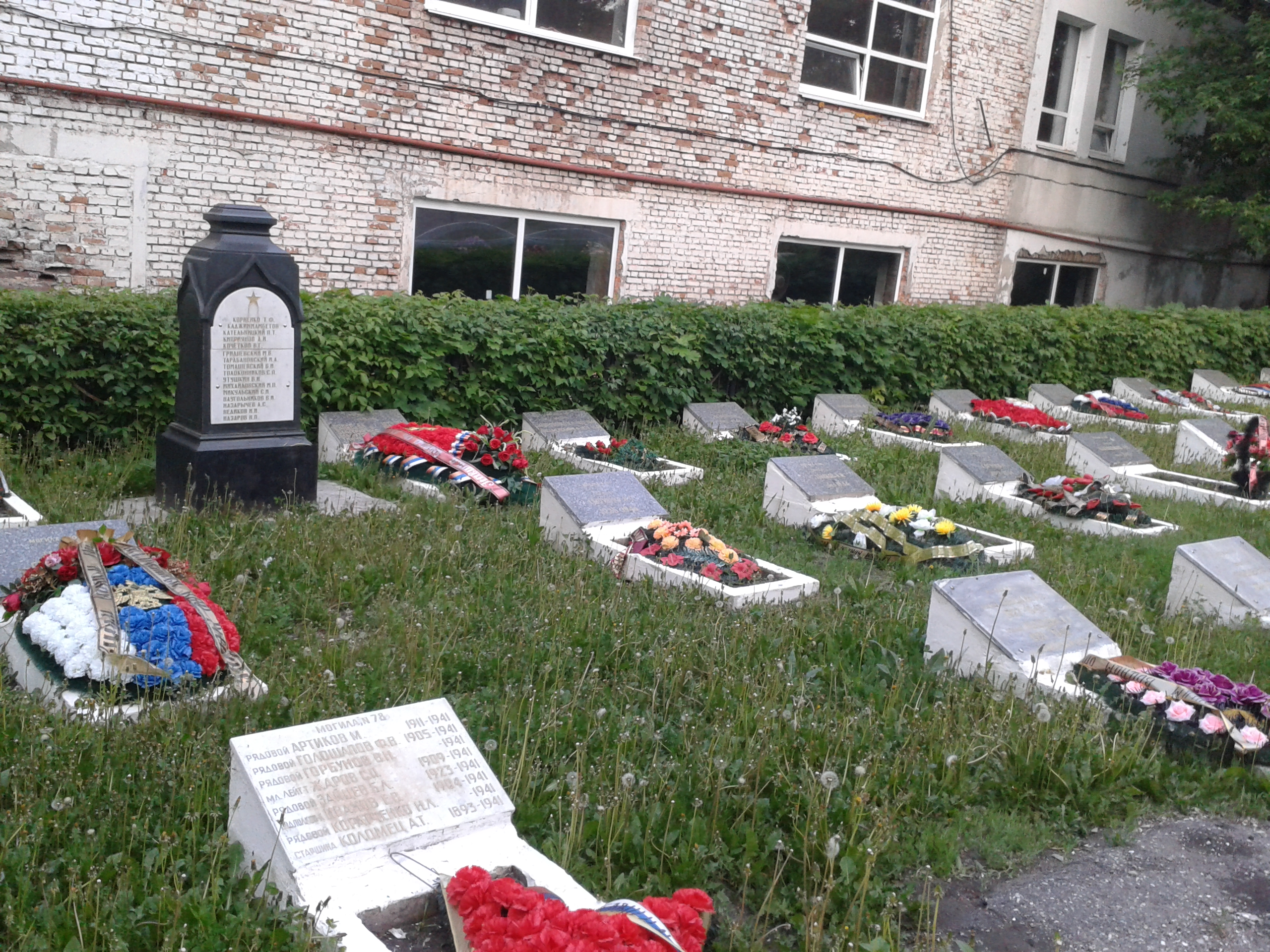
Могилы красноармейцев, умерших в пензенских госпиталях в годы войны

Памятник павшим

В 1836 году была построена кладбищенская церковь во имя святых Жён Мироносиц. Церковь сгорела 21 ноября 1899 года.
В 1905 году на кладбище был построен новый храм Успения Божией Матери в русском стиле (ныне — Успенский собор). Проект нового храма разработал ещё в 1895 году губернский инженер Александр Старжинский, автор проектов многих храмов и приделов.
В 1994 году рядом с Успенским собором был построен храм-крестильня в честь Благовещения Пресвятой Богородицы. Автором проекта стал пензенский архитектор Дмитрий Александрович Борунов.

## Похороненные на кладбище
Представлены некоторые персоналии (указаны по времени захоронения).
- Татаринов Александр Алексеевич (1817—1886) — русский дипломат, врач, китаевед, ботаник, писатель.
- Кельнер Александр Александрович (1834—1891) — русский генерал-лейтенант, герой русско-турецкой войны 1877—1878 годов, кавалер ряда военных орденов Российской империи.
- Самборская Лина Семёновна — (1890—1955) — российский театральный режиссёр, актриса, театральный деятель. Заслуженный деятель искусств РСФСР.
- Игошев Александр Александрович (1915—1961) — лейтенант РККА, участник советско-финской и Великой Отечественной войны, Герой Советского Союза (1940).
- Журавлёв Степан Михайлович (1913—1948) — лейтенант РККА, участник советско-финской и Великой Отечественной войны, Герой Советского Союза (1940).
- Феодосий (Погорский Дмитрий Михайлович) — (1909—1975) — епископ Русской православной церкви, архиепископ Уфимский и Стерлитамакский.
- Серафим (Тихонов Дмитрий Захарович) (1935—2000) — епископ Русской православной церкви, архиепископ Пензенский и Кузнецкий в 1978—2000 годах (до 1991 года — архиепископ Пензенский и Саранский). Почётный гражданин города Пензы (2000).